# Ceremoșne, Tîvriv
Ceremoșne (în ucraineană Черемошне) este o comună în raionul Tîvriv, regiunea Vinnița, Ucraina, formată numai din satul de reședință.

## Demografie
Componența lingvistică a satului Ceremoșne
     Ucraineană (97,89%)
     Rusă (1,3%)
     Alte limbi (0,65%)
Conform recensământului din 2001, majoritatea populației satului Ceremoșne era vorbitoare de ucraineană (97,89%), existând în minoritate și vorbitori de rusă (1,3%).